# Rövidkarmú fakusz
A rövidkarmú fakusz (Certhia brachydactyla) a verébalakúak (Passeriformes) rendjébe, ezen belül a fakuszfélék (Certhiidae) családjába tartozó faj. Nevének helyesírása (fakusz vagy fakúsz) vitatott.

## Rendszerezése
A fajt Christian Ludwig Brehm német ornitológus írta le 1820-ban.

## Alfajai
- Certhia brachydactyla brachydactyla C. L. Brehm, 1820
- Certhia brachydactyla dorotheae Hartert, 1904
- Certhia brachydactyla mauritanica Witherby, 1905
- Certhia brachydactyla megarhynchos C. L. Brehm, 1831
- Certhia brachydactyla rossocaucasica Stepanyan, 2000
- Certhia brachydactyla stresemanni Kummerlöwe & Niethammer, 1934[2]

## Előfordulása
Európa mérsékelt övi részén és Afrika északi területén honos. Lombos és elegyes erdők, parkok és árterek lakója. Fészkelőhelyén állandó, de kóborló faj.

### Kárpát-medencei előfordulása
Magyarországon állandó és rendszeres fészkelő.

## Megjelenése
Testhossza 12 centiméter, szárnyfesztávolsága 17–21 centiméter, testtömege pedig 8–11 gramm. Vékony, lefelé hajló csőre van. Homloka halványan pöttyözött, oldalai barnásak, alsóteste piszkosfehér. Jellegzetes éneke van. Karmai rokonához a hegyi fakuszhoz képest rövidebbek.

## Életmódja
A fák kérgének repedéseiben jellegzetes csavarvonalban keresgéli kaszáspókok, fűpókok, kétszárnyúak, levéltetvek és hernyókból  álló táplálékát.

## Szaporodása
A hímek  a költésig énekelnek, a tojók a fák kéreg repedéseibe fészket építenek áprilisban. Fészekalja 6-7 tojásból áll, melyen 15-16 napig kotlik. A fiókákat még 15-16 napig gondozza.
|  |

## Védettsége
A Természetvédelmi Világszövetség értékelése szerint nem fenyegeti különösebb veszély, és mivel ez az európai populációkra is igaz, SPEC értékelése sincsen. Magyarországon mindemellett védett, természetvédelmi értéke 25 000 forint.